# Walter Hill
Walter Wesley Hill (Long Beach, California; 10 de enero de 1942), más conocido como Walter Hill, es un director, guionista y productor de cine estadounidense, reconocido especialmente por haber dirigido la película de culto The Warriors en 1979.

## Biografía
Nació el 10 de enero de 1942 en Long Beach, en el estado de California. Ha dicho en varias entrevistas que de niño sufría de asma, razón por la cual tuvo muchos problemas para terminar la escuela. Su abuelo era un perforador de petróleo y esto influiría para que él más tarde trabajara en esta labor.
Vivió y cursó estudios de Arte en Ciudad de México, en la universidad Mexico City College. Trabajó en perforaciones petroleras y en construcción. Hasta 1968 sólo hizo una incursión en el cine como ayudante de director en la película El caso Thomas Crown (versión de 1968). También fue ayudante de director ese mismo año para la película Bullitt, y en Take the Money and Run (1969) estuvo a los servicios de Woody Allen como su ayudante.
Desde un principio mostró su inclinación por escribir guiones. Su primer guion fue el de un wéstern, pero aquel guion nunca se llegó a adaptar a la pantalla grande. Luego escribió The Getaway y Hickey and Boggs; estos dos guiones fueron llevados al cine 1972, pero su incursión como director solo llegaría en 1975 con Hard Times. En 1979 escribe y dirige The Warriors; esta película se convertiría en su obra más destacada y en toda una película de culto en Estados Unidos, basada en una novela del mismo nombre de Sol Yurick, inspirada a su vez en el relato griego de la Anábasis de Jenofonte.
Su pasión ha sido desde siempre el cine del Oeste y su referente fundamental la obra de John Ford, a pesar de que muchos de sus éxitos forman parte del cine policíaco y de la comedia.
Las películas de Hill presentan habitualmente situaciones en las que los personajes principales se hallan bajo una fuerte presión. Su vida suele ser complicada y da la sensación de que siempre ha sido así. Frecuentemente, sus personajes, masculinos, viven a su manera, pues no tienen excesiva confianza en la naturaleza humana.
Hill, junto con Steven Spielberg, George Lucas, John Milius, Brian De Palma, Martin Scorsese, Paul Schrader, Francis Ford Coppola y otros, es uno de los cineastas que formaron parte de la generación de los 70 que modernizó el cine estadounidense.

## Vida personal
Está casado desde 1986 con Hildy Gottlieb, una productora de cine con la que tiene dos hijas, Joanna y Miranda.

## Filmografía

### Como director
- Hard Times - 1975
- The Driver - 1978
- The Warriors - 1979
- The Long Riders - 1980
- Southern Comfort - 1981
- 48 Hrs - 1982
- Streets of Fire - 1984
- Brewster's Millions - 1985
- Cruce de caminos - 1986
- Extreme Prejudice - 1987
- Red Heat - 1988
- Johnny Handsome - 1989
- Another 48 Hrs. - 1990
- Trespass - 1992
- Geronimo: An American Legend - 1993
- Wild Bill - 1995
- Last Man Standing - 1996
- Supernova - 2000
- Undisputed - 2002
- Bullet to the Head - 2013

### Como guionista
Además de desempeñarse como director, Hill trabajó como guionista. Por lo regular suele dirigir sus propios guiones, y entre los más famosos están los de Aliens, Alien 3 y The Fugitive.
- The Getaway - 1972
- Hickey and Boggs - 1972
- The Thief Who Came to Dinner - 1973
- El hombre de Mackintosh - 1973
- The Drowning Pool - 1975
- Hard Times - 1975
- The Driver - 1978
- The Warriors - 1979
- 48 Hrs - 1982
- Streets of Fire - 1984
- Aliens - 1986
- Blue City - 1986
- Red Heat - 1988
- Alien 3 - 1992
- The Fugitive - 1993
- The Getaway - 1994
- Wild Bill - 1995
- Last Man Standing - 1996
- Undisputed - 2002